# 若山勿堂

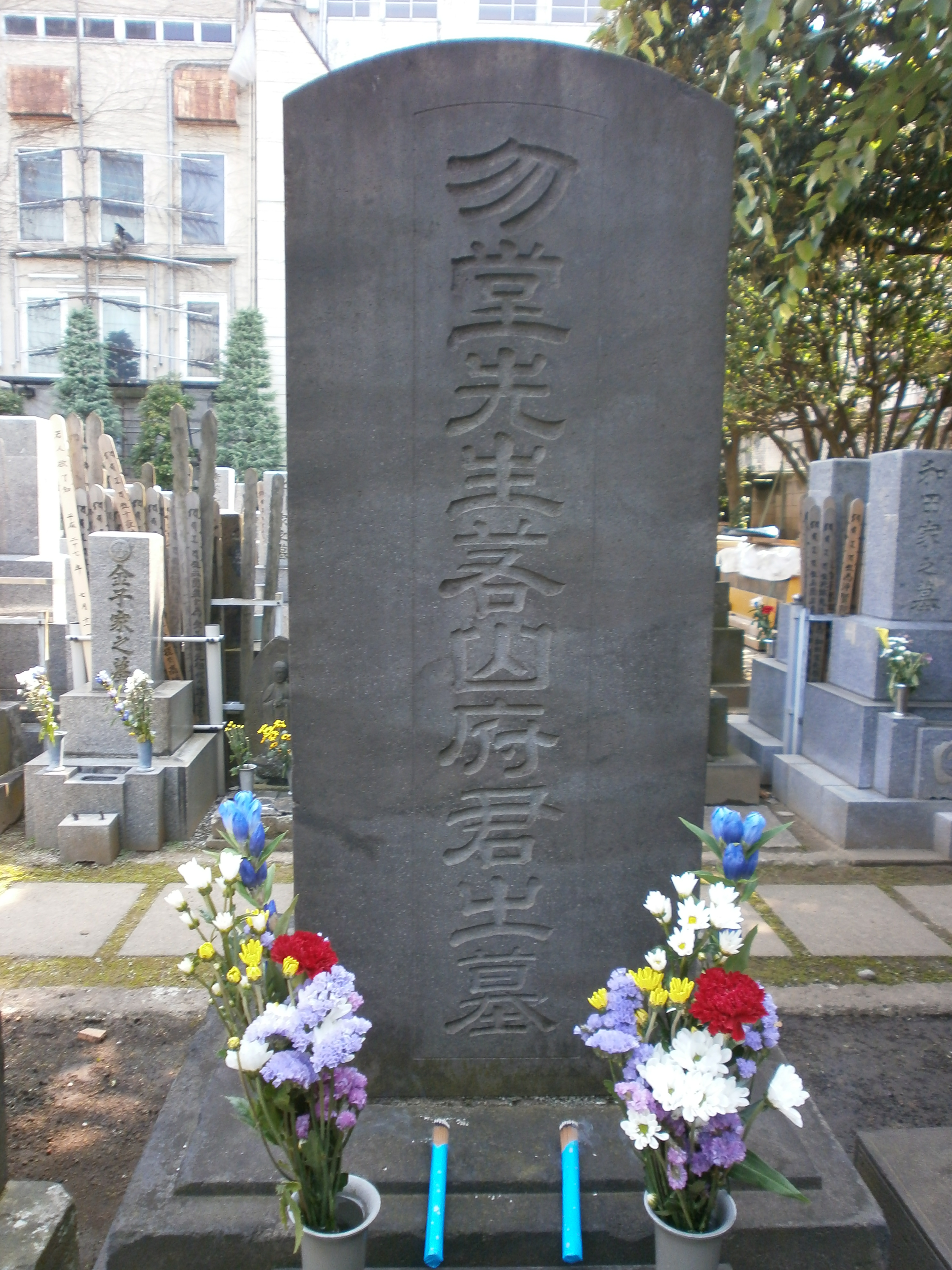
若山勿堂墓（六本木霊園）

若山 勿堂（わかやま ぶつどう、享和2年（1802年） - 慶応3年7月16日（1867年8月15日））は、江戸時代の儒者、昌平黌儒官、兵学者。

## 生涯

### 一斎門下の十哲
享和2年（1802年）、阿波国徳島城下の鰻屋に生まれる。名は拯、通称は壮吉。

18歳の時に江戸に至り、昌平坂学問所塾頭を務めた佐藤一斎に儒学を学び、「一斎門下の十哲」と称される。

天保年間になって、一斎の推薦により美濃国岩村藩の藩主・松平乗喬に招かれ、藩校・知新館の儒員に任じられ、藩士の子弟を指導する。

文久3年（1863年）には幕府に召されて昌平黌の儒官となった。松岡康毅はこの時期の門弟である。昌平黌のみならず松代藩の要請で講義も行い、佐久間象山が「勿堂記」を残している。

### 窪田兵学の高弟
兵学でも重要な実績を残している。高名な兵学者であった旗本・窪田清音（講武所頭取）の高弟として甲州流、越後流、長沼流、山鹿流兵学を学び、山鹿流兵学者としても知られていた。
窪田清音から勿堂へ継承された兵学の学統からは勝海舟、板垣退助、土方久元
、佐々木高行、谷干城、清岡道之助、小畑正路ら幕末、明治に活躍した逸材が輩出された。
慶応3年（1867年）7月16日、66歳で死去。

## 著作
- 「論語私記」[16]

## 系譜
- 長男：若山鉱吉（安政3年生、明治32年1月13日没）は、横須賀造船所でヴェルニーから造船技術を学び、フランス・シェルブール海軍造船学校へ留学してベルタンの指導を受け[17]、帰国後は少技監を務めた。魚雷発射管の製作に優れ、日本最初の鉄鋼建築である秀英社印刷工場を設計[18]、芝浦製作所の所長を務めた[19]。妻の木末は後藤象二郎三女[20]。